# Der Berg der israelisch-palästinensischen Freundschaft
Koordinaten: 66° 0′ S, 65° 0′ W
Der Berg der israelisch-palästinensischen Freundschaft (The Mountain of Israeli-Palestinian Friendship) ist ein 997 m hoher Berggipfel nahe dem Bruce-Plateau in der Antarktis. Er wurde im Jahr 2004 gemeinsam durch ein achtköpfiges Team, bestehend aus vier Israelis und vier Palästinensern, bestiegen und benannt.

## Hintergrund und Vorbereitung
Die Expedition wurde arrangiert von der Organisation Breaking the Ice. Der Gründer dieser Organisation, Nathaniel Heskel, wollte damit zeigen, dass Palästinenser und Israelis zusammenarbeiten könnten, trotz der nicht enden wollenden Unruhen in ihrer Heimat.
Die Mitglieder der Expedition segelten zusammen in Tel Aviv und trainierten etwa zwei Monate in den französischen Alpen, bevor sie von Chile aus die Reise in die Antarktis antraten.

## Team-Mitglieder

### Israelische Team-Mitglieder
Zu dem Zeitpunkt der Expedition wurde Nathaniel Heskel 40 Jahre alt und war ein Bauunternehmer in Deutschland. Er diente seit zehn Jahren in den israelischen Streitkräften.
Doron Erel war zum Zeitpunkt der Expedition 44 Jahre alt. Er ist einer der besten Bergsteiger Israels und war 1992 der erste Israeli, der den Mount Everest bestieg. Später bestieg er die Seven Summits, die jeweils höchsten Berge der sieben Kontinente. 1990 nahm er an der Suche nach Überlebenden eines Lawinenunglücks teil, bei dem 43 Kletterer auf dem Pik Lenin getötet wurden. Er diente in der Eliteeinheit Sajeret Matkal der israelischen Armee.
Seine Eltern waren Holocaust-Überlebende aus Polen.
Der Jurist Avihu Shoshani, ein ehemaliger Elite-Kommandant, der vier Jahre bei den israelischen Verteidigungskräften verbracht hatte, war zum Zeitpunkt der Expedition 44 Jahre alt. Er war Teil der rechtsextremen politischen Szene in Israel.
Die Doktorandin Yarden Fanta war zum Zeitpunkt der Expedition 33 Jahre alt. Sie wanderte mit 14 Jahren aus Äthiopien über den Sudan nach Israel aus. Damals war sie Analphabetin. Die ersten 12 Jahre ihres Lebens verbrachte sie in einem kleinen äthiopischen Dorf namens Macha. Dort half sie ihrer Familie bei der Versorgung der Kühe.

### Palästinensische Team-Mitglieder
Der Football-Trainer Nasser Quos war zum Zeitpunkt der Expedition 35 Jahre alt. Er verbrachte drei Jahre in einem israelischen Gefängnis für einen Angriff auf israelische Truppen mit Brandbomben in der ersten Intifada. Später arbeitete er als Leibwächter für den PLO-Vertreter in Jerusalem Faisal Husaini.
Suleiman al-Khatib war zum Zeitpunkt der Expedition 32 Jahre alt. Er war Mitglied der Fatah-Partei, war zehn Jahre in einem israelischen Gefängnis inhaftiert für Kämpfe gegen die israelischen Truppen. Er war damals 14 Jahre alt. Während seines Gefängnisaufenthalts studierte er Hebräisch, Englisch, Literatur und Geschichte.
Zum Zeitpunkt der Expedition war Ziad Darwish 53 Jahre alt. Sein Bruder, Mitglied einer radikalen palästinensischen Bewegung, wurde 1982 bei einer Razzia der israelischen Armee getötet. Sein Vetter war der bekannte palästinensische Dichter Mahmoud Darwish.
Die Journalistin Olfat Haider war zum Zeitpunkt der Expedition 33 Jahre alt und war die einzige Palästinenserin in der israelischen Volleyballnationalmannschaft. Sie arbeitete als Gymnastiklehrerin.

## Die Expedition
Die Expedition startete am 1. Januar 2004 in Puerto Williams in Chile, wo die Teilnehmen an Bord der Hochsee-Yacht Pelagic Australis gingen. Die Yacht steuerte rund 600 Meilen in den gefährlichsten Meeren, darunter um Kap Hoorn und durch die Roaring Forties.
Nach ihrer Ankunft in der Antarktis benötigte die Reisegruppe eine Woche, bis sie den Fuß des Berges erreichte. Bei starkem Wind und schlechter Sicht, in einem Gelände mit vielen Gletscherspalten, begannen sie ihren Aufstieg. Sie zogen in zwei gemischten Vierergruppen los, mit Steigeisen an ihren Stiefel und Eispickel in den Händen. Die Israelis und Palästinenser übernahmen die Verantwortung für das Leben jedes anderen. Nachdem sie über einen Gletscher geklettert waren, erreichten sie den Gipfel um 4 Uhr am 16. Januar 2004.
Auf dem Gipfel knieten die drei muslimischen Männer nieder im Gebet in Richtung Mekka. Die Israelis öffneten Champagner für alle. Ziad Darwish war zu Tränen gerührt. Er sagte: „Dieser Moment ist so schön, zu sehen, dass Israelis und Palästinenser diese Art von Sachen zusammenmachen. Aber es lässt mich auch an all die schrecklichen Dinge denken, die wir dem anderen zu Hause tun.“ (“This moment is so beautiful, seeing Israelis and Palestinians doing this kind of thing together. Yet, it also makes me think of all the horrible things we're doing to one another back home.”)
13.000 Kilometer entfernt von ihrem Zuhause im Nahen Osten machte die Truppe eine gemeinsame Gipfelerklärung, die alle acht zuvor vereinbart hatten:

“We, the members of Breaking the Ice, the Israeli-Palestinian expedition to Antarctica, having reached the conclusion of a long journey by land and sea from our homes in the Middle East to the southernmost reaches of the Earth, now stand atop this unnamed mountain. By reaching its summit we have proven that Palestinians and Israelis can cooperate with one another with mutual respect and trust. Despite the deep differences that exist between us, we have shown that we can carry on a sincere and meaningful dialogue. We join together in rejecting the use of violence in the solution of our problems and hereby declare that our peoples can and deserve to live together in peace and friendship. In expression of these beliefs and desires we hereby name this mountain The Mountain of Israeli-Palestinian Friendship.”

„Wir, die Mitglieder von ‚Breaking the Ice‘, die israelisch-palästinensische Expedition in der Antarktis, kamen zu dem Ergebnis nach einer langen Reise über Land und Meer von unseren Häusern im Mittleren Osten bis zum südlichsten Winkel der Erde, jetzt stehen wir oben auf diesem unbenannten Berg. Mit dem Erreichen seiner Spitze haben wir bewiesen, dass Palästinenser und Israelis miteinander kooperieren können mit gegenseitigem Respekt und Vertrauen. Trotz der tiefen Unterschiede, die es zwischen uns gibt, haben wir gezeigt, dass wir einen aufrichtigen und sinnvollen Dialog führen können. Wir schließen uns zusammen in der Ablehnung der Anwendung von Gewalt bei der Lösung unserer Probleme und erklären hiermit, dass unsere Völker es können und verdienen zusammen zu leben in Frieden und Freundschaft. Im Ausdruck dieser Überzeugungen und Wünschen benennen wir diesen Berg Der Berg der israelisch-palästinensischen Freundschaft.“

Die Erstellung dieser Gipfelerklärung hatte ein paar Tage vor der Besteigung des Berges zu hitzigen Debatten geführt. Schließlich hatten die Mitglieder vereinbart, jede Spur von Gewalt in ihrer gemeinsamen Erklärung abzulehnen. Trotz der bitteren Meinungsverschiedenheiten über alles, über Politik im Nahen Osten, waren die Expeditionsmitglieder trotzdem miteinander verbunden und halfen sich gegenseitig während Seekrankheit und schlechten Wetter- und Sichtverhältnissen.